# Liste der Bischöfe von Saintes
Die folgenden Personen waren Bischöfe von Saintes (Frankreich):
- Heiliger Eutropius 3. Jh.
- Heiliger Ambroise Anfang 5. Jh.
- Heiliger Vivien 5. Jh.
- Heiliger Concorde Ende 5. Jh.
- Heiliger Trojanus um 500
- Peter I. 511
- Eusebius 553 bis nach 555
- Emerius vor 561
- Palladius 573–596
- Leodegarius Anfang 7. Jh.
- Audebertus 614
- Leontius 625–634
- Ailphus 637
- Bertarius 660
- Agnebertus 662–675
- Ulric 7. Jh.
- Heiliger Dizan 8. Jh.
- Benjamin um 785
- Ato 799-vor 805
- Thebert 805
- Frotmundus 846
- Frecultus 862
- Alo (?) 908
- Abbo 989 und 990
- Islus 1000 und 1031
- Godefroy 1032–1036
- Arnulfus 1037–1040
- Engelricus 1040–1047
- Wilhelm 1066–1067
- Goderanus 1067–1072
- Boso 1072–1082
- Ramnulfus Focaudi 1083–1106
- Pierre II. de Soubise 1107–1112
- Rainaldus Chainel 1113–1116
- Pierre III. de Confolens 1117–1126
- Guilelmus Gardradus 1127–1142
- Bernard I. 1142 bis ca. 1165
- Ademar Charbonnel 1167–1189
- Helias I. 1189
- Heinrich 1190–1217
- Ponce de Pons 1216–1221
- Michel I. 1221
- Hélie II. 1222–1231
- Johann I. 1231–1235
- Peter IV. 1235–1237
- Wilhelm III. 1237–1239
- Hélie III. 1239–1241
- Peter V. 1241–1250
- Hugues II. de Féletz 1250–1256
- Ponce II. de Pons 1257–1266
- Hélie IV. de Fors 1266
- Pierre VI. Laud 1267–1271
- Ponce III. de Pons 1271–1275
- Pierre VII. 1275–1277
- Geoffroy II. de Saint-Briçon 1277–1284
- Pierre VIII. 1284–1287
- bis. Gimer 1288
- Geoffroy III. d’Archiac 1288–1294
- Ramnufle de Carel 1296
- Gui de Neuville 1296–1312
- Geoffroy IV. 1313
- Guillaume IV. de La Mothe 1313–1322
- Thibaud de Castillon 1322–1342
- Etienne de La Garde 1343–1351 (Kardinal)
- Gaillard du Puy 1351–1361 (Kardinal)
- Bernard II. du Sault 1362–1381 (durch Rom ernannt)
- Raymond d’Angoulême 1380 (durch Avignon ernannt)
- Helie V. de Lestrange 1381–1396
- Pierre Mignot 1380–1397
- Bernard III. de Chevenon 1398–1413
- Geoffroy de Pérusse des Cars 1411–1418
- Jean II. Boursier 1415–1424
- Guy II. de Rochechouart 1424–1460 (Haus Rochechouart)
- Louis I. de Rochechouart 1461–1493 (Haus Rochechouart)
- Pierre IX. de Rochechouart 1493–1503 (Haus Rochechouart)
- Raimund Peraudi 1503–1505 (Kardinal)
- Eustache 1505–1506
- François Sodérini 1506–1515 (Kardinal)
- Julien II. Sodérini 1515–1544
- Charles I. de Bourbon 1545–1550 (Kardinal)
- Tristan de Bizet 1550–1576
- Nicolas Le Cornu de la Courbe de Brée 1576–1617
- Michel II. Raoul 1617–1630
- Jacques-Raoul de la Guibougère 1631–1648
- Louis II. de Bassompierre 1648–1676 (siehe Haus Balzac)
- Guillaume de La Brunetière du Plessis de Gesté 1677–1702
- Bertrand de Senaux 1702 (Vertreter)
- Alexandre de Chevrières de Saint-Mauris 1703–1710
- Henri III. Augustin Le Pileur 1711–1716
- Léon de Beaumont 1718–1744
- Simon-Pierre de Lacoré 1744–1762
- Germain du Chastergner de la Chasteigneraye 1763–1781
- Pierre-Louis de La Rochefoucauld 1781–1792
- Isaac-Etienne Robinet 1791–1797
- Michel-François de Couët du Vivier de Lorry (La Rochelle) 1802